# Francisco Meneguzzo
Francisco Meneguzzo (Musolana, 29 de março de 1860 — Caxias do Sul, 21 de julho de 1930) foi um entalhador e escultor ítalo-brasileiro. Pouco ficou registrado sobre sua vida, mas deixou trabalhos em toda a região colonial italiana, sendo muito apreciado.

## Biografia

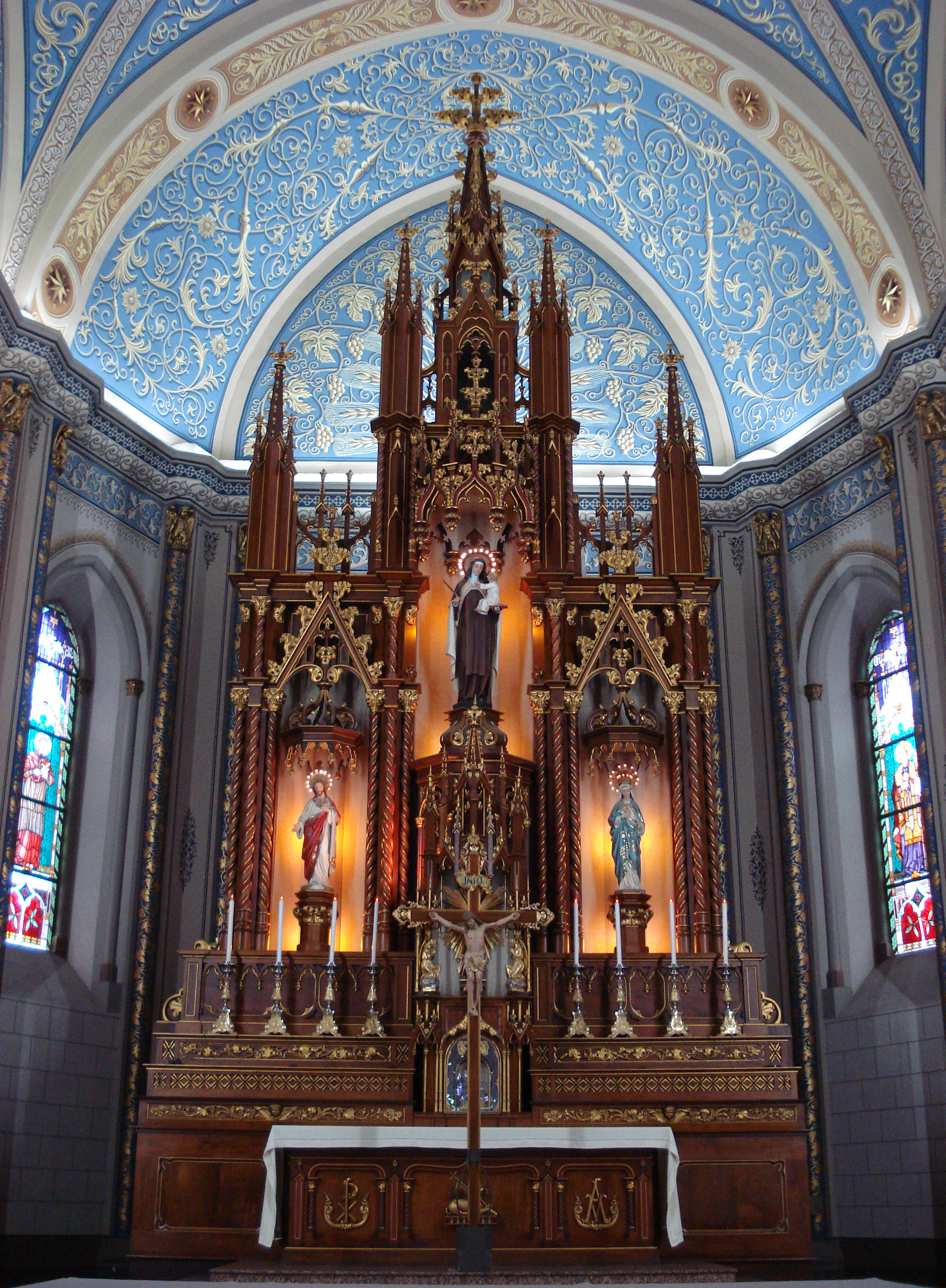
Altar-mor de Francisco Meneguzzo na Catedral de Caxias do Sul.

Imigrou para o Brasil em meados de 1891, fixando-se em Caxias do Sul. Possivelmente Francisco já houvera trabalhado como escultor em seu país natal, mas ao chegar à sua nova morada foi aprimorar-se no atelier de Tarquinio Zambelli, que veio a imprimir uma marca perceptível na produção posterior do seu discípulo.
Suas obras, na apreciação de Athos Damasceno, são um tanto limitadas e sem arroubos criativos, mas de fatura expressiva e correta. Um de seus trabalhos mais importantes é o altar-mor da Catedral de Caxias do Sul, uma bela estrutura de delicada talha em estilo neogótico, auxiliado por José Gollo e Alexandre Bartelle. Foi também o autor do projeto da Matriz Cristo Rei em Ana Rech.